# Могилівка (зупинний пункт)
Могилі́вка — пасажирський залізничний зупинний пункт Жмеринської дирекції Південно-Західної залізниці на електрифікованій лінії Козятин I — Жмеринка між станціями Гнівань (5 км) та Браїлів (10 км). Розташований в однойменному селі Вінницького району Вінницької області.

## Історія
Зупинний пункт відкритий у 1980-х роках.

## Пасажирське сполучення
На платформі Могилівка зупиняться приміські поїзди сполученням Козятин — Жмеринка.